# Microsoft Comic Chat
Microsoft Comic Chat (después llamado Microsoft Chat, pero no debe ser confundido con Windows Chat o WinChat) es un Cliente IRC gráfico creado por Microsoft, su primera versión fue distribuida con Internet Explorer 3.0 en 1996. Comic Chat fue desarrollado por el investigador de Microsoft, David Kurlander con ayuda del laboratorio de investigación de Microsoft llamado Virtual Worlds Group.
La principal característica que permitía a Comic Chat sobresalir de los demás Clientes IRC es que tenía la posibilidad de chatear en un formato similar a un cómic, es decir que representaba a cada usuario con forma de personaje de cómic mostrando los diálogos en los clásicos "globos" de texto al tiempo que se generaban viñetas de cómic agrupando las respuestas de otros usuarios. Además el usuario disponía de diferentes "emoticonos" mediante una sencilla herramienta gráfica conocida como "Ruedas de emociones", haciendo del IRC una experiencia novedosa y permitiendo de alguna manera, trasmitir sentimientos a través del chat al cambiar los gestos y expresiones de su personaje durante la conversación. 
Todos los cómics y los fondos del chat fueron diseñados por el artista Jim Woodring. Posteriormente se desarrollaron herramientas para permitir que el propio usuario pudiera diseñar la apariencia de su personaje y el fondo del chat
Comic Chat comenzó como un proyecto de investigación, un documento que describe la tecnología se encuentra publicado en SIGGRAPH '96. El Algoritmo utilizado en Comic Chat trato de imitar algunas técnicas básicas en el dibujo de cómic propias de artistas reconocidos. La posición de los personajes, la elección de gestos, la posición y la construcción de los globos de texto fueron todas introducidas en el algoritmo para que se generasen automáticamente durante las conversaciones entre usuarios de modo que el conjunto final se asemejaba realmente a un cómic.
Microsoft Comic Chat introdujo una fuente de texto personalizada llamada Microsoft Comic Sans, que hoy en día es utilizada en numerosos documentos y aplicaciones.
Comic Chat Fue lanzado con el paquete de Internet Explorer 3, 4, y 5, además de ser incluido en los sistemas operativos Windows 95, Windows 98 y Windows 2000.  También se convirtió en un cliente oficial de MSN y fue traducido a 24 idiomas diferentes. 
Durante su evolución, Comic Chat fue renombrado a Microsoft Chat 2.0 y a finales de los años 90 fue incluido en el paquete de Internet Explorer con el entonces nuevo Outlook Express. La  versión 2.5 fue incluida junto a Internet Explorer 5 siendo esta la última actualización de dicho programa.
A pesar de su antigüedad, el programa aún puede ser descargado y utilizado con la mayoría de servidores IRC, sin embargo desde hace tiempo entró en desuso debido a que es incompatible con ediciones más modernas de Microsoft Windows.